# Jogando em Casa
Jogando em Casa foi um programa diário de televisão estilo mesa-redonda esportivo, apresentado pela extinta TV Esporte Interativo, sendo o principal programa da emissora.
O programa era conhecido por usar uma linguagem de comunicação irreverente e descontraída.

## História
O programa estreou em 7 de março de 2007 tendo como apresentador André Henning, que ficou no comando até 2010, quando a atração passou a ser comandada por Leonardo Baran.
Em julho de 2015, o programa ganhou um novo e moderno cenário, e passou a ser comandado por Alexandre Gimenes.

## Apresentadores
| Ano                     | Apresentador      | Ref.  |
| ----------------------- | ----------------- | ----- |
| 2007 - 2010             | André Henning     | [ 3 ] |
| 2010 - 17/07/2015       | Leonardo Baran    | [ 4 ] |
| 20/07/2015 - 13/04/2018 | Alexandre Gimenes | [ 5 ] |
| 26/04/2018 - 2021       | Rafael Ribeiro    | [ 6 ] |

## Prêmios e indicações
| Ano  | Prêmio                                       | Categoria             | Resultado | Ref.  |
| ---- | -------------------------------------------- | --------------------- | --------- | ----- |
| 2009 | Prêmio Mídia Esporte de Jornalismo Esportivo | Melhor Programa       | Indicado  | [ 7 ] |
| 2014 | Prêmio Mídia Esporte de Jornalismo Esportivo | Programa de TV Aberta | Venceu    | [ 8 ] |